# Лиса гора (Запорізька область)
Лиса гора — комплексна пам'ятка природи місцевого значення. Об'єкт розташований на території Запорізького району Запорізької області, село Веселянка, лівий берег річки Конка.
Площа — 2 га, статус отриманий у 1984 році.